# La Comella
La Comella és un coll de muntanya dels Pirineus que corona a 1.347 metres d'altura. Es troba a la parròquia d'Andorra la Vella i en els primers quilòmetres d'ascensió hi ha el Centre Penitenciari d'Andorra.
El coll ha estat punt de pas de curses ciclistes com el Tour de França, la Volta a Espanya o la Volta a Catalunya.

## Ascensió
Des d'Andorra la Vella l'ascensió té 4,2 km de llargada a una mitjana del 8,2 % en què se superen 341 metres de desnivell. En alguns sectors els desnivells arriben al 13 %. Des d'Escaldes-Engordany l'ascensió té 4,1 km de llargada a una mitjana del 5,8 %.